# Канонерский остров

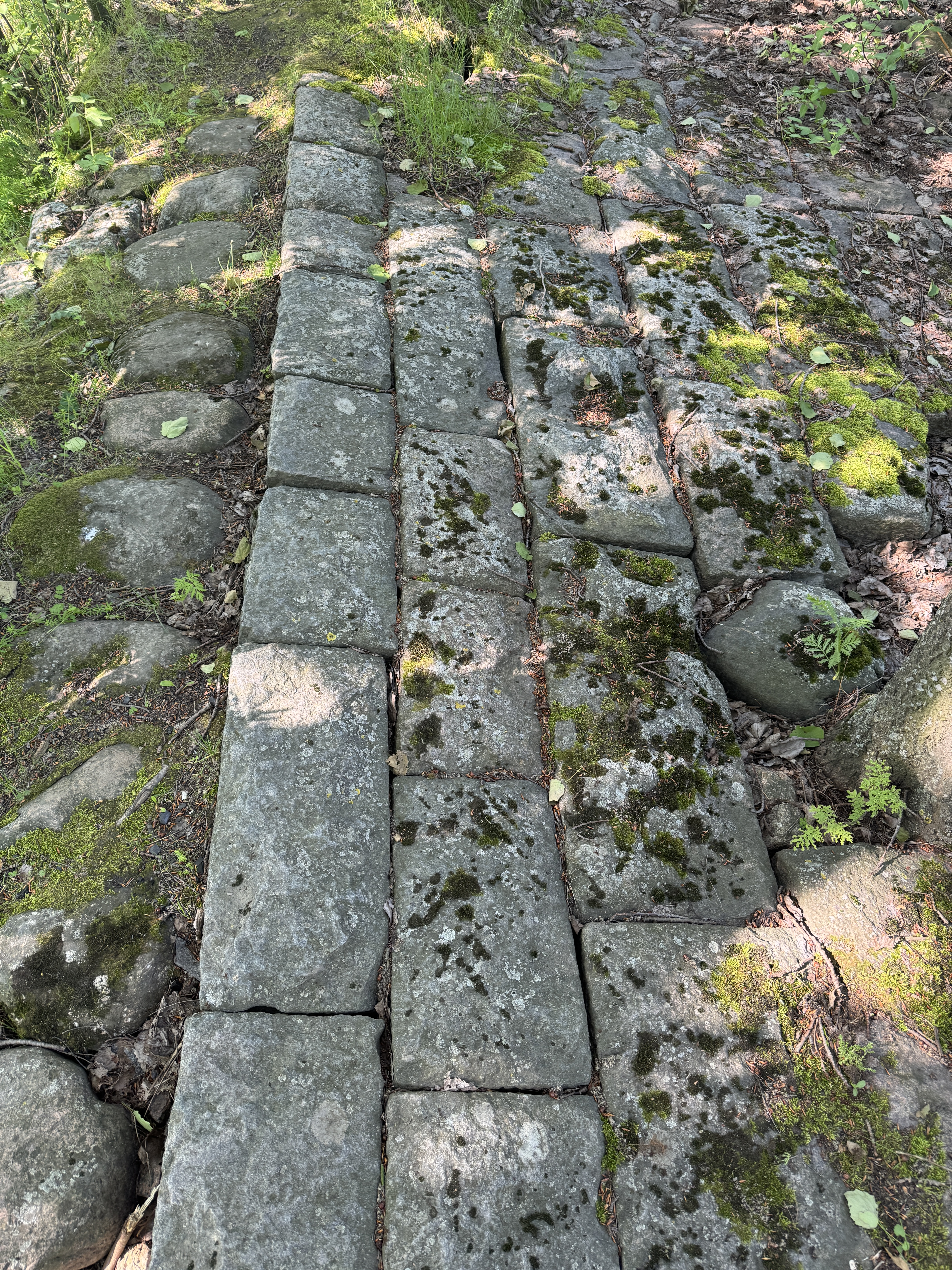
Каменная облицовка Канонерской косы (часть Морского канала, возводившегося в 1870-х по проекту инженера Н. Путилова)

Каноне́рский остров (устар. Канони́рский остров, фин. Kissasaari) — остров в Санкт-Петербурге. Расположен между Морским каналом и Финским заливом. Половину острова должен занять Канонерский Парк, который на 2022 год представляет собой плохо обустроенную местность, но популярную зону с длинной прогулочной тропой по волнорезу порта Санкт-Петербурга. На острове имеется также песчаный пляж. Однако поскольку уборка данных территорий плохо ведётся, то имеется существенная проблема с мусором на острове Добраться на остров можно через подводный тоннель под морским каналом.

## География
Канонерский остров расположен на юго-западной границе дельты реки Невы и входит в систему островов и мелей Невского бара. Остров вытянут с севера на юг более чем на 5 км, максимальная ширина его составляет приблизительно 650 м. Площадь острова — около 115 га.
С юго-востока Канонерский остров отделяется от Гутуевского острова Санкт-Петербургским Морским каналом; с запада омывается водами Невской губы. От северной оконечности Канонерского острова на Белый остров, на котором расположены очистные сооружения Центральной станции аэрации Водоканала, переброшен Белый мост. Западнее Белого острова расположена обширная (до 1 км) пологая отмель. Юг острова занимает Канонерский парк.
Между Белым островом и северной частью Канонерского острова расположена Новая Канонерская гавань, в которой находятся доки Канонерского судоремонтного завода. Глубины в Новой Канонерской гавани составляют порядка 6—12 м. Северная часть гавани соединена с входом в Корабельный фарватер в устье Большой Невы.
С Гутуевским островом Канонерский остров соединён подводным тоннелем, а с Белым островом — автодорожным Белым мостом, перекинутым через короткую протоку шириной около 60 м. Над островом проходит трасса центральной части Западного скоростного диаметра.
Конфигурация острова многократно менялась как под воздействием сложных литодинамических процессов в прибрежной зоне вершины Невской губы, так и в результате техногенного воздействия.
Канонерский остров на фотографии Кировского района

## История

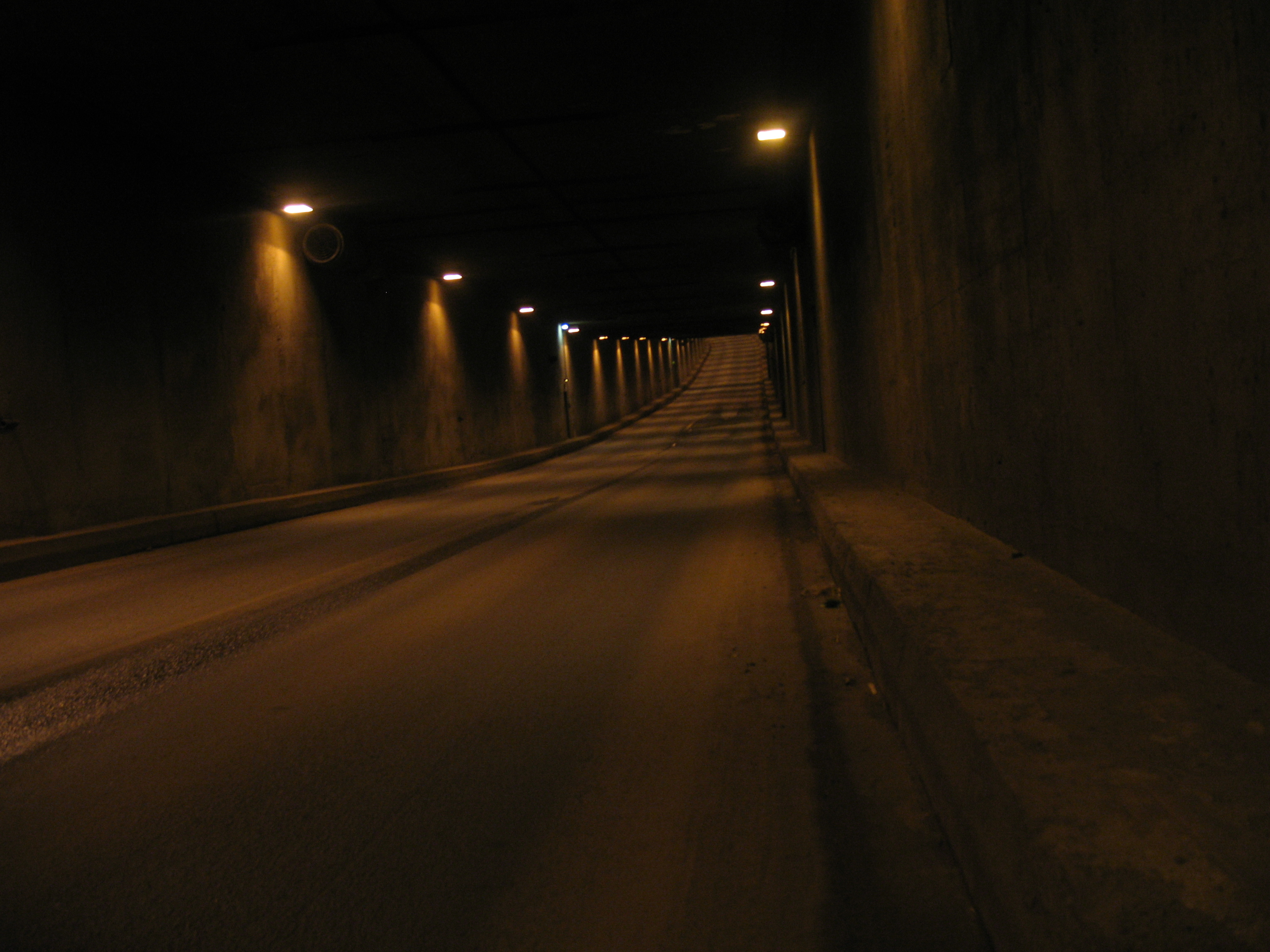
Тоннель между Канонерским и Гутуевским островами

Финны называли остров Киссасаари — Кошачий остров.
В первой половине XVIII века этот остров находился в ведомстве Адмиралтейской коллегии и именовался Батарейным. На берегу, обращённом к заливу, стояла батарея с пороховым погребом (складом боеприпасов). В последней четверти XVIII столетия за островом закрепляется название Канонирский, несколько позже — Канонерский (слово «канонир», или «канонер», заимствовано из французского языка и означает «пушкарь»). Канонерский остров долгое время был учебным полигоном; это назначение остров утратил после создания на Гутуевском острове Морского торгового порта.
С середины 1870-х годов на формирование береговой линии Канонерского острова превалирующее влияние стали оказывать работы по обустройству Санкт-Петербургского морского порта на Гутуевском острове и прокладке Морского канала. Восточный склон Канонерского острова был укреплён и стал правобережным откосом Морского канала. Остров увеличивался в длину и на юге достиг пролива Золотые Ворота Санкт-Петербургского морского канала. На севере разместился судоремонтный завод с ковшами и доками.
Морской канал строился в 1875—1885 годах и был введён в эксплуатацию в 1885 году. Южная и Северная дамбы порта строились в 1884—1914 годах. В конце Канонерской косы разрыв дамбы представляет пролив Золотые Ворота, который решено было сохранить. Проектом в конце дамбы установлен маяк, который был отмечен в последний раз на карте 1993 года. В данный момент в конце косы имеются развалины его фундамента.
Восточная часть Канонерского острова (западный, правый берег Морского канала) изначально укреплялась от разрушения волной от судов. Текущий вариант укрепления представляет железобетонные плиты под углом 45 градусов для снижения воздействия волн. В 2014 году из технического укрепленного берега стала формироваться набережная с тротуаром, которая получила название Путиловская набережная. В 2020 году произведены работы по обновлению парапетов и высадке озеленения на набережной.
Западная часть Канонерского острова, выходящая к Невской губе, никогда не была укреплена или защищена. Здесь находится отмелый участок, являющийся частью Невского бара.
В 1983 году был построен тоннель, соединивший Канонерский остров с Гутуевским, тем самым связав отрезанный до этого Канонерский остров с остальным Ленинградом. Генеральным планом развития 1987 года предполагался крупный намыв суши с строительством новых жилых массивов и пассажирского морского вокзала, а также полное поглощение Канонерским островом вновь созданного Белого острова. Две крупных отмели известны как «Канонерская отмель» и «Белая отмель». Канонерская отмель имеет глубину 20—60 сантиметров, а Белая отмель около 80 сантиметров, но при этом отмели выступают примерно на 2 км в море от Канонерского и Белого остров, что потенциально позволяет намыть территорию, сравнимую с Морским фасадом. В 2010-х годах на острове велось строительство эстакады Западного скоростного диаметра. Белая отмель была использована ЗСД для постройке «в море» его эстакады, хотя в реальности там незначительная глубина. Малая глубина на отмели у Канонерского Острова принесла его пляжам репутацию «Питерской Анапы» или «Питерских Канар». Если для взрослых такая глубина является проблемой и мешает комфортному купанию, то для маленьких детей это обеспечивает безопасность при нахождении в воде. Небольшая глубина также способствует быстрому прогреванию воды.

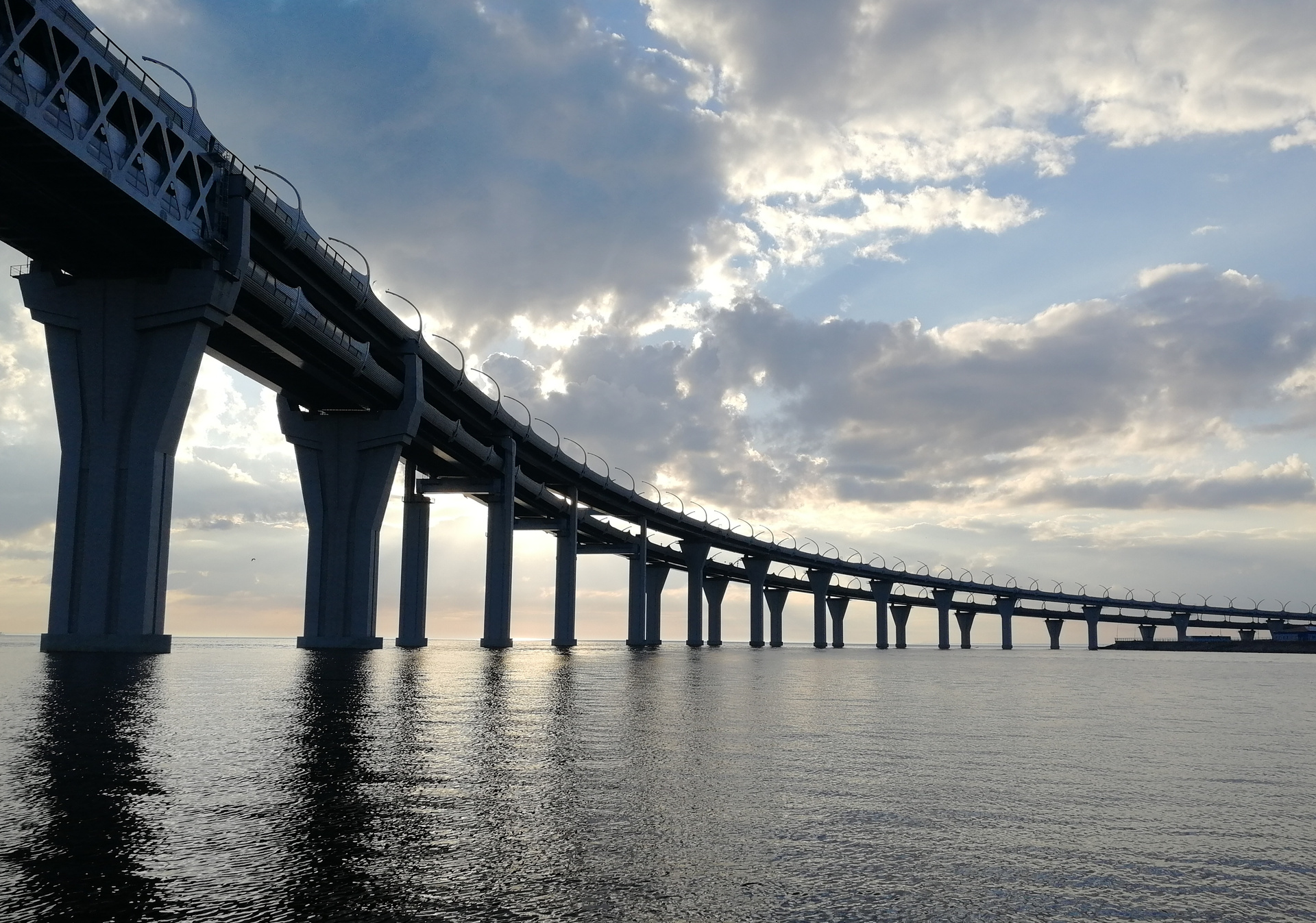
Популярный с 2010х годов вид с пляжа Канонерского острова на запад: эстакада Западного Скоростного Диаметра

Хотя на 2022 год работы по намыву территорий не имеют чётких планов, они включаются экспертами в перспективные участки для намыва. Для реализации этих планов в будущем эстакада Западного скоростного диаметра на Белой отмели имеет технологические элементы для подключения развязки для съезда на Канонерский остров на пустующую площадку от недостроенной ТЭЦ. На 2022 год планов постройки этой развязки не имеется.

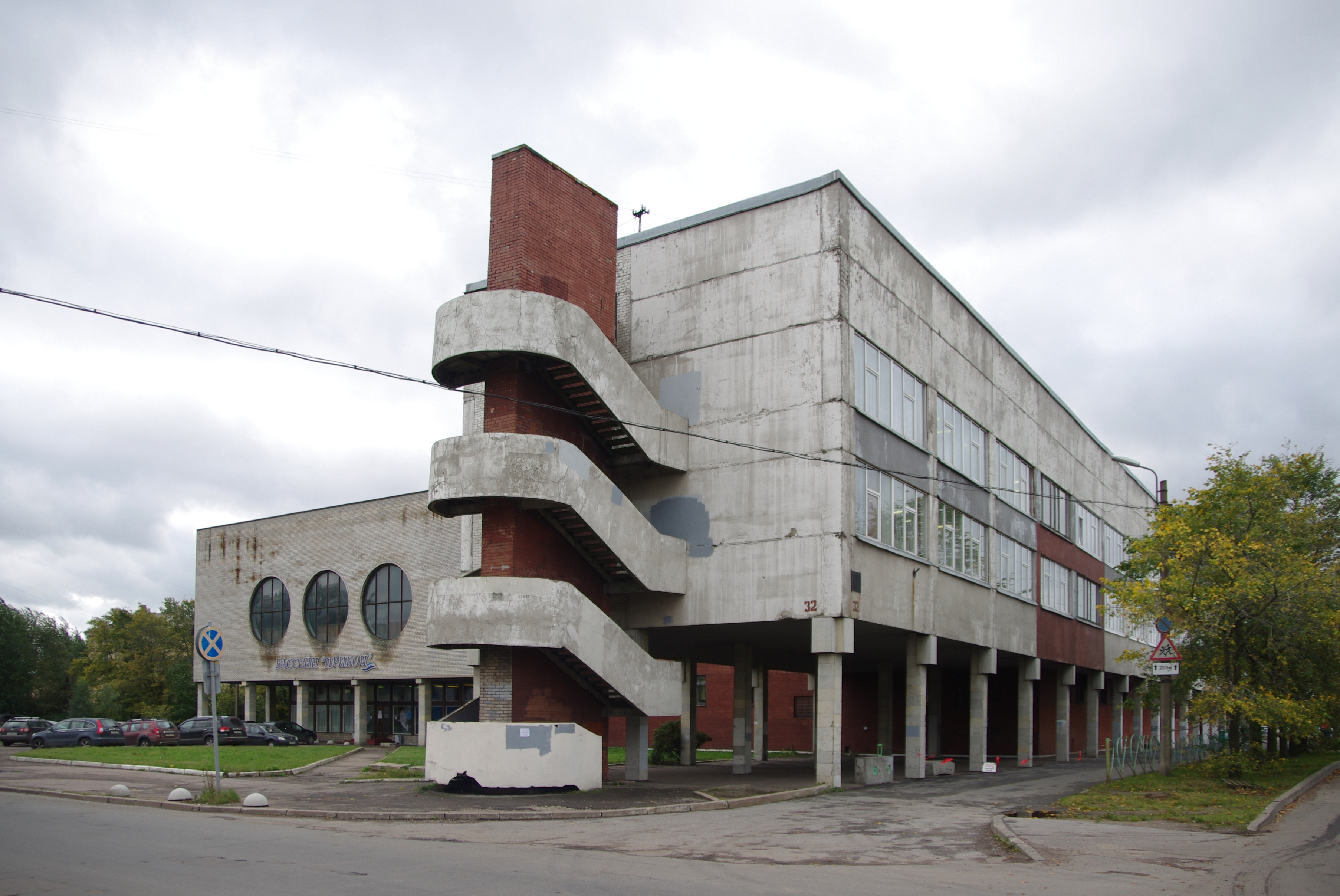
Здание школы с бассейном, построенное в 1980-х

После постройки тоннеля на острове в 1980-х годах были возведены 16-этажные здания, с которых открываются виды на город и Финский залив. Также была построена школа № 379 с бассейном. Бассейн «Прибой» на 5 дорожек в 2016 году прошёл реконструкцию очистной системы и открыт не только для школьников, но и для свободного посещения.
Поскольку остров имеет естественные песчаные пляжи и видовую прогулочную тропу на Канонерскую косу, то южная часть острова представляла собой естественную рекреационную зону, которую с 2016 года постепенно преобразуют в Канонерский парк. При этом большая часть территории парка не существовала ещё в 1914 году. Формирование данной зоны началось из-за естественных песчаных наносов песка волнами из Невской губы. Этот процесс можно видеть на аэроснимках Ленинграда времен Второй мировой войны. Спутниковый снимок 1966 года показывает, что на образовавшейся суше выросли деревья и кустарники.
Несмотря на довольно крупный по площади парк, остров не имеет никакой туристической инфраструктуры, в том числе ресторанов. Поэтому довольно часто на острове туристы используют собственные мангалы.

## Канонерский парк

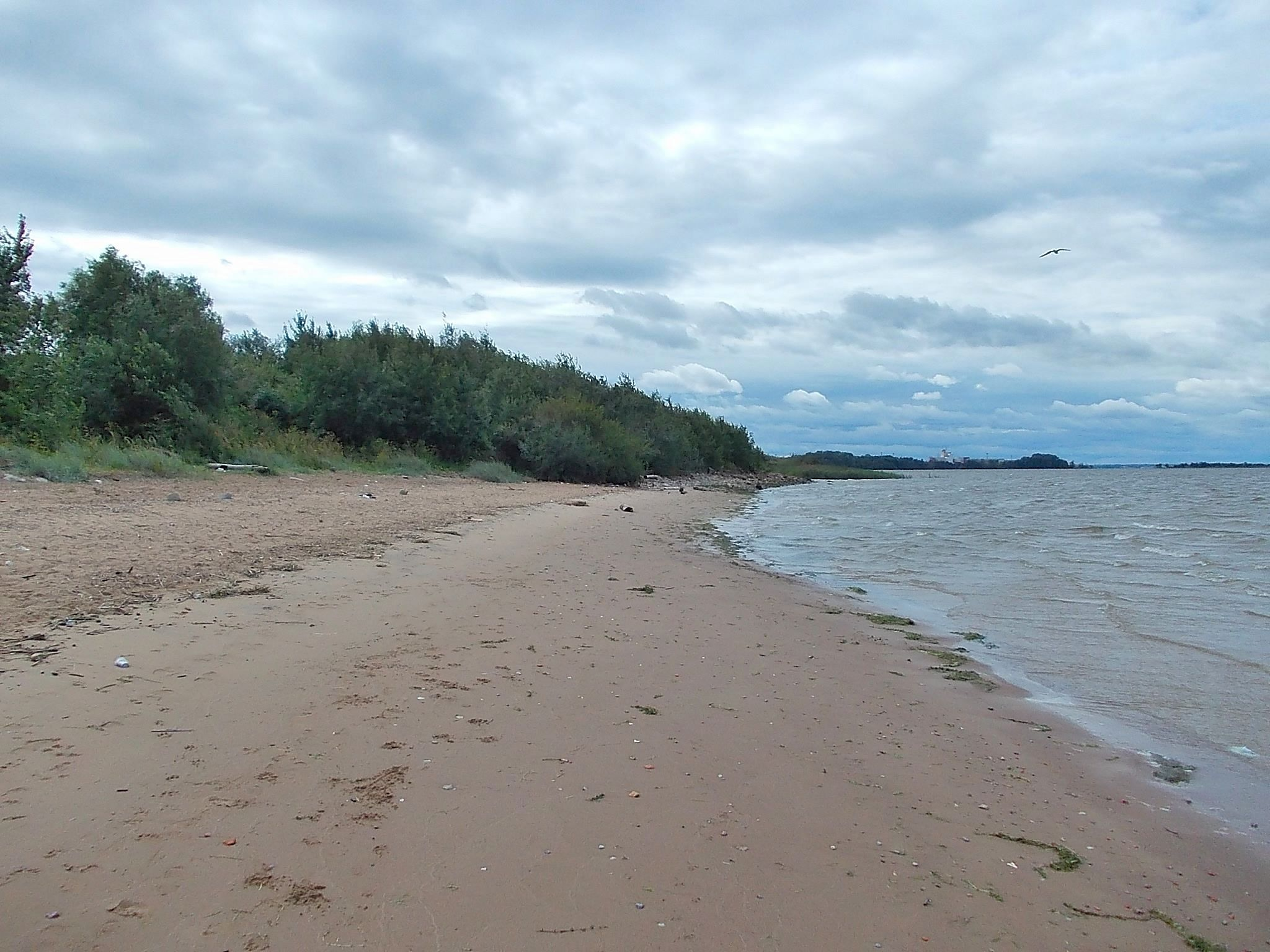
На пляже Канонерского острова

Центральным объектом острова является рекреационная зона будущего Канонерского парка. Наличие естественных песчаных пляжей, длинная живописная коса, уходящая в Финский залив, и дорожки в зоне, достаточно сухие за счёт ливневой канализации и каменных укреплений берега XIX века, даже без специальных садово-парковых работ делают территорию будущего парка довольно известным местом отдыха горожан. Колорит парка дополняет движение крупных судов по примыкающему Морскому каналу, а также вид на эстакаду Западного скоростного диаметра, идущую прямо через воды Финского залива, который дополняется видом на небоскреб Лахта-центра. Площадь основного участка парка 41 гектар, но за счёт прилегающих участков с прудами и отводимых на зелёные насаждения площадь парка превышает 50 гектар. Это делает его вторым по площади среди садов и парков в Кировском районе Санкт-Петербурга. Если исключить удаленные пригодные парки Петродворцового района, то среди парков в городской черте кроме Канонерского парка выход на Финский залив имеет только парк 300-летия Петербурга и условно Приморский парк Победы. Поскольку последний от морского берега отделяет «Газпром Арена», то Канонерский парк является крупнейшим по площади приморским парком в черте города. Несмотря свои высокие природные характеристики, Канонерский парк лишён регулярного ухода и испытывает проблемы в первую очередь от мусора от посетителей.
Хотя проект парка обсуждался с начала 2000-х годов, официально он получил название в 2016 году поставлением правительства Санкт-Петербурга № 1255. Однако это не означало даже функциональной территории парка, а только признание, что на данной территории имеется безымянная зона уже существующих зелёных насаждений.
В 2017 году губернатор города Георгий Полтавченко сообщил о том, что планирует в бюджет города на 2017 год включить проект планировки Канонерского парка. Однако в итоге никаких планировочных работ заказано не было. В 2013 году проводился конкурс «Новый Петербург на Канонерском острове», где победил проект «Архитектурного бюро 11». Проект предполагал масштабную реконструкцию территории, но городской бюджет не предполагал выделение средств на этот проект.
На 2022 год сформированы следующие земельные участки. Земельный участок с кадастровым номером 78:15:0008123:3770 представляет собой крупную территорию будущего парка площадью 41 гектар с разрешённым использованием «территории общего пользования». К парку примыкает большой пруд в 4 гектара на территории острова отнесённый также к объектам «общего пользования» и из генплана известно его назначение. Участок с кадастровым номером 78:15:0008123:3755 вокруг пруда представляет собой его прибрежную зону в 6 гектар для размещения причалов для малых судов. Изначально пруд был создан как док-шлюз для строительства погружных секций для Канонерского тоннеля, ведущего на остров. Пруд имеет укреплённое дно из 20 см гравия и берега из уплотнённой глины. Пруд был откопан на глубину 9 метров, стенки и дно его укреплены. Потом в нём были построены секции тоннеля, а затем пруд затоплен и секции через Морской канал были на плаву доставлены до места монтажа с погружением. С тех пор это капитальное гидротехническое сооружение простаивает, хотя потенциально может принимать суда сравнимые по водоизмещению секциями тоннеля которые в нём были построены, то есть одновременно до 5 судов каждый с водоизмещением до 8000 тонн с осадкой до 8 метров и длиной до 75 метров и шириной до 14 метров. Предполагается его использовать как стоянку яхт, но в данный момент технологическая перемычка соединяющая пруд и Морской канал закопана. В проекте «Архитектурного бюро 11» предполагалось пруд соединить двумя каналами с берегом Финского залива и Морским каналом создав на его базе яхт клуб. Заместитель председателя комитета по развитию туризма Санкт-Петербурга Нана Гвичия подтвердила, что данные объекты на Канонерском острове зарезервированы под постройку яхтенного клуба. Однако создание всей инфраструктуры марины на 300 яхт требует найти инвестора, который готов вложить около 1 миллиарда рублей
Генеральный план Санкт-Петербурга территорию парка относит к зоне с номером ТИ4_1, в назначении которой указано: «Подзона объектов водного транспорта, расположенных в исторически сложившихся районах морского порта с включением объектов общественно-деловой застройки, связанных с обслуживанием основной функции данной зоны, и объектов инженерной инфраструктуры». Таким образом, с правовой точки зрения решение о создании Канонерского парка Правительством Санкт-Петербурга не принято. Рекреационная зона на основной территории парка не сформирована юридически. Формально территория относится к обслуживающей территории морского порта за счёт наличия остатков дамбы, построенной в 1880-х годах для защиты фарватера и известной впоследствии как «волнорез». Борьба активистов за юридическое признание зонирования территории парка на Канонерском острове принесла определённые результаты. Если основная территория продолжает считаться обслуживающей морской порт, то Законом СПб № 763—161 от 19.12.2018 в Генплане Петербурга территория, примыкающая к парку и арендуемая гаражным кооперативом «Канонерский остров», вошла в зоны ТР5-1 и ТР5-2 с назначением «Зона рекреационного назначения», то есть генплан подразумевает в будущем снос гаражей и расширением зоны парка ещё на несколько гектаров. Россреестр 09.01.2019, исполняя Закон СПб о Генплане, снял с учёта участок 78:15:0008123:1013 под гаражным кооперативом, переведя его в статус «ранее учтённый», то есть прекратил возможность обсуждения продления аренды участка, так как сам участок юридически более не существует. Формально зоны ТР5 позволяют легально ввести в эксплуатацию пляж и часть парковой зоны после сноса гаражей.
Несмотря на выполненные юридические приготовления и расширения территории парка до более чем 50 га за счёт гаражного кооператива, правительство Санкт-Петербурга выполнило довольно ограниченные работы по благоустройству данных участков. В 2017 году произведена расчистка территории участка от самовольной свалки. Было очищено 6 гектаров от мусора и вывезено около 50 тысяч кубических метров самого мусора. Стоимость очистки территории от мусора составила 39 миллионов рублей В 2016 году Водоканал производил строительство новых канализационных сетей на Канонерском острове в замен полностью изношенных. В том числе Водоканал отремонтировал водосборную канаву на территории парка идущей до начала Канонерской косы, где реконструировал небольшое локальное очистное сооружение для очистки воды от осадков и талого снега перед сливом её в Финский залив. Стоимость всех работ Водоканала составила 97,5 миллионов рублей В начале 2018 года между крайними жилыми домами и гаражами на острове был разбит первый регулярный облагороженный парк, стоимость работ по благоустройству составила 17 миллионов рублей. После сноса гаражей этот участок войдёт в общую территорию Канонерского парка.
Поскольку администрация Санкт-Петербурга даже не приступила к уходу за территорией парка, это делается силами активистов. В 2019 году активисты построили декоративные инсталляции в виде импровизированных скамеек из бревен. В 2020 году они произвели уборку пляжей, собрав более тонны мусора. Активистами была также поставлены качели на пляже.
В декабре 2022 года Правительство Санкт-Петербурга перевело зону Канонерского парка из территорий зеленых насаждений общего пользования (ЗНОП) городского значения в зону резерва озеленения. По комментариям чиновников это связано с тем, что в данный момент нет финансовых средств для создания парка. Правозащитники опасаются, что данный перевод территории позволяет выполнить её застройку АО «Морской порт Санкт-Петербург», так как формально данный земельный участок ему принадлежит. Однако в администрации порта и аналитики по перевозкам отметили, что таких планов застройки не имеется, так как с учётом санкционного давления на Россию нет перспектив увеличения грузопотоков и порт не нуждается в развитии мощностей.
В 2024 году городские власти Санкт-Петербурга отказались признать парк объектом культурного наследия.

## Храм Кирилла и Мефодия
На небольшом облагороженном участке будущего Канонерского парка РПЦ запланировала построить крупный храм равноапостольных Кирилла и Мефодия. Площадь сооружений храма почти 1000 м² и высота храма в 35 метров (соответствует высоте 14-этажного дома) должны были сделать храм одним из самых крупных в Санкт-Петербурге и потенциальной достопримечательностью острова. Храм планировалось построить на краю уже благоустроенного участка примыкающего к будущему Канонерскому Парку прямо на берегу Финского Залива. Хотя основные зеленые насаждения данной стройкой не должны были быть затронуты, активисты из числа жителей острова организовали крупные протесты и в 2019 году было решено «передвинуть» храм «южнее и западнее». Возможно, речь идет об участке изъятом у гаражного кооператива в 2019 году. Назначение территории как рекреационной позволяет в виде «исключения» на ней производить постройку отдельных сооружений
Запланированный храм является целым комплексом сооружений из храма, звонницы, а также здания для «Центра-музея Истории православной культуры и словесности». На прилагаемой территории под открытым небом также планируется установка памятников в честь Кирилла и Мефодия, Андрея Первозванного, святителя Николая Чудотворца и скульптурной композиции посвященной видным писателям и деятелям культуры России. РПЦ также предполагает за свой счет высадить редкие декоративные деревья и кустарники вокруг храма.
В 2019 году новостей о постройке храма не имелось и сайт храма перестал функционировать, хотя РПЦ назначило будущей церкви настоятеля архимандрита Нектария (Головкина)

## Достопримечательности
- Склад-холодильник — возведен архитектором Андреем Олем (автор дома-коммуны «Слеза социализма» на ул. Рубинштейна и пр.) и инженером Михаилом Штаерманом.
- Портовая контора начала XX века (Канонерский остров, д. 24)

## Экология
Канонерский остров оказался в центре серии судебных процессов с активистами из домов поблизости к Западному скоростному диаметру Спор сторон является весьма локальным и касается только жителей двух пятиэтажных домов (№ 12к2 и № 14) постройки 1967 года. Данные дома не попали под программу переселения в связи со строительством ЗСД: были расселены дома № 15 и № 17. Расселение домов было связано не только с шумом, но и с крайним износом сооружений постройки 1957 года построенных по крайне упрощенной технологии с засыпкой шлаком и глиной между кирпичами. Жители двух не расселенных домов, не получившие новые квартиры, организовали масштабные протесты и судебные разбирательства, заявляя о превышении шума от трассы. Замеры давали противоречивые данные в зависимости от трафика по ЗСД, но в конечном итоге Роспотребнадзор встал на сторону жителей. Строители ЗСД установили звукопоглощающие щиты, и повторный замер Роспотребнадзором показал, что в указанных домах шум в пределах норм. Активисты, проживающие в домах, не согласны с результатами экспертизы и утверждают, что шум от грузовиков эквивалентен шуму от взлетающего авиалайнера (90 Дб) Эта проблема является локальной и касается санитарной зоны ЗСД примерно на расстоянии 60 метров, то есть не общей проблемой шумового загрязнения острова. Акустические экспертизы в отдалении от эстакады ЗСД даже не рассматривались.
Как отмечают корреспонденты «Мойка78» и The Village жители Канонерского острова недовольны «паломничеством» туристов в зону пока недоустроенного Канонерского парка Это приводит к распространению различных слухов о плохой экологии острова. Например, загрязнения тяжелыми металлами. В то время как в реальности Канонерский Остров относится к самому экологически чистому месту Санкт-Пететербурга в части загрязнения почв. Жители Канонерского острова также подавали многочисленные жалобы на Санкт-Петербургский порт из-за дыма от некоторых судов. В итоге это привело к установке автоматическая станции мониторинга загрязнения атмосферного воздуха № 26 около ЗСД для проверки соответствия действительности указанных жалоб. Замеры станции показали, что в целом остров на берегу Финского залива имеет один самых низких уровней загрязнения воздуха, в большинстве случаев загрязнения ниже ПДК в 20 и более раз. Возможным загрязнителем может быть оксид азота, концентрация которого в безветрие колеблется между 20-80 % от ПДК и равна практически нулю в ветреную погоду.

## Фотографии

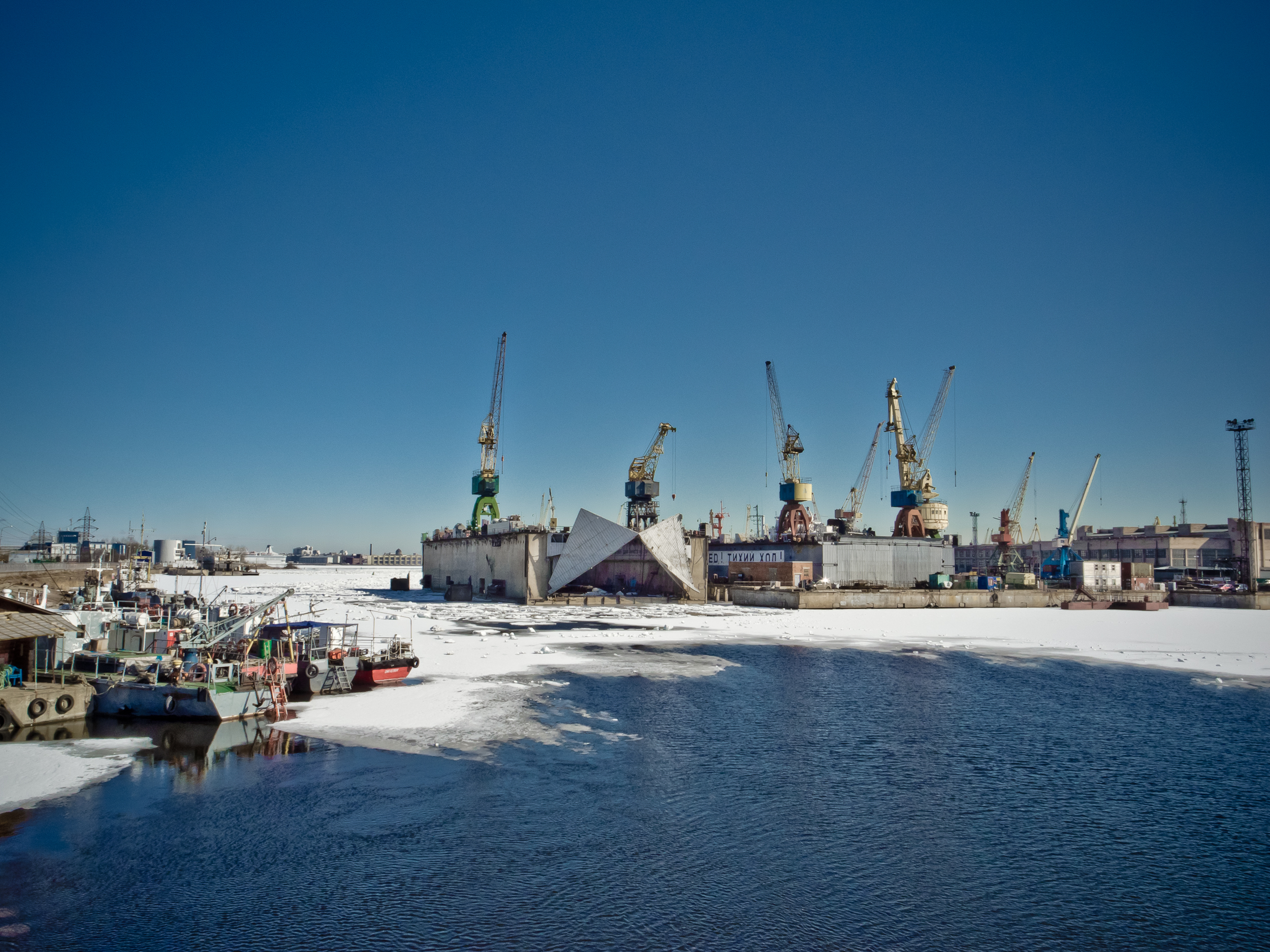
Новая Канонерская гавань
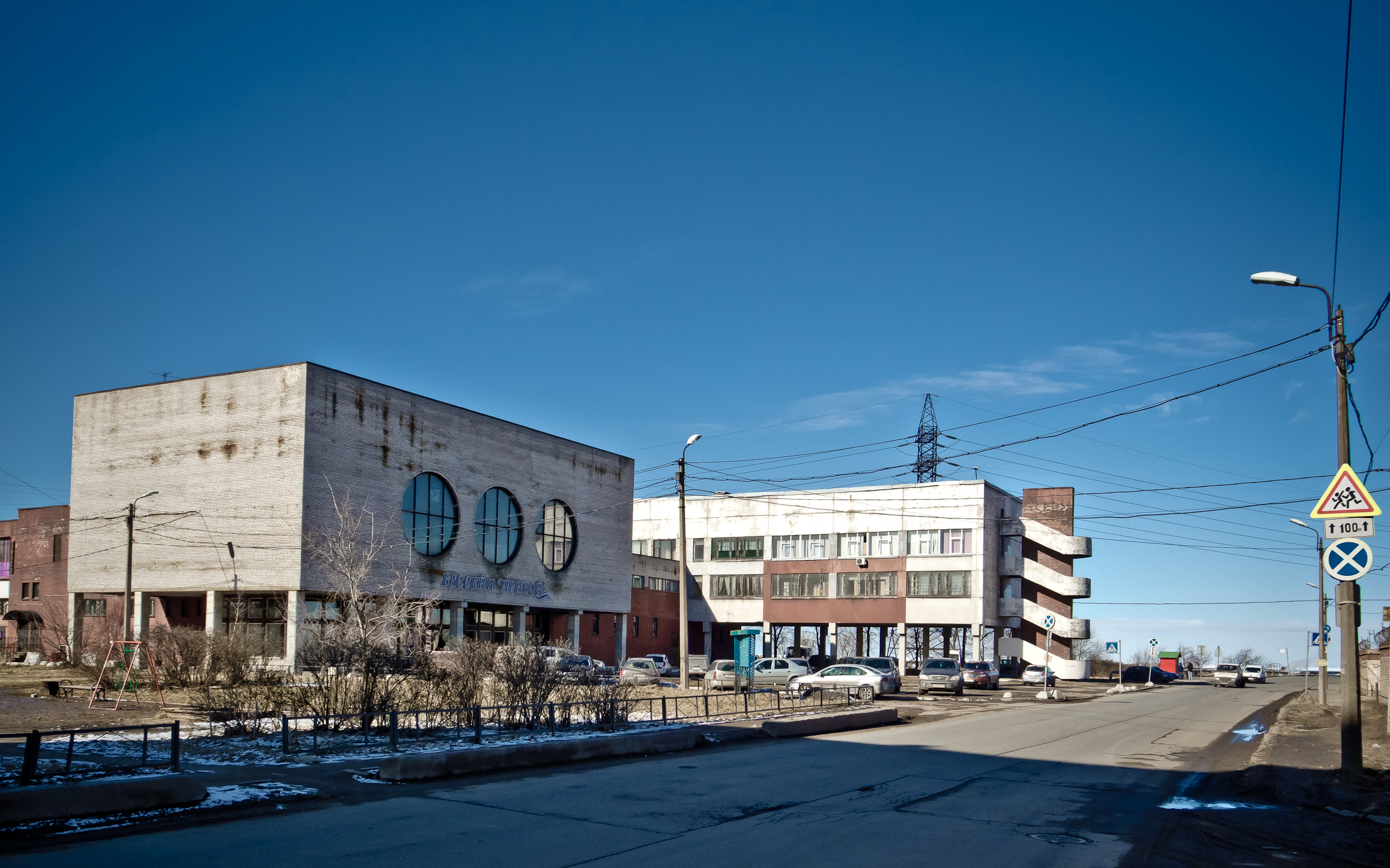
Здание бассейна «Прибой»
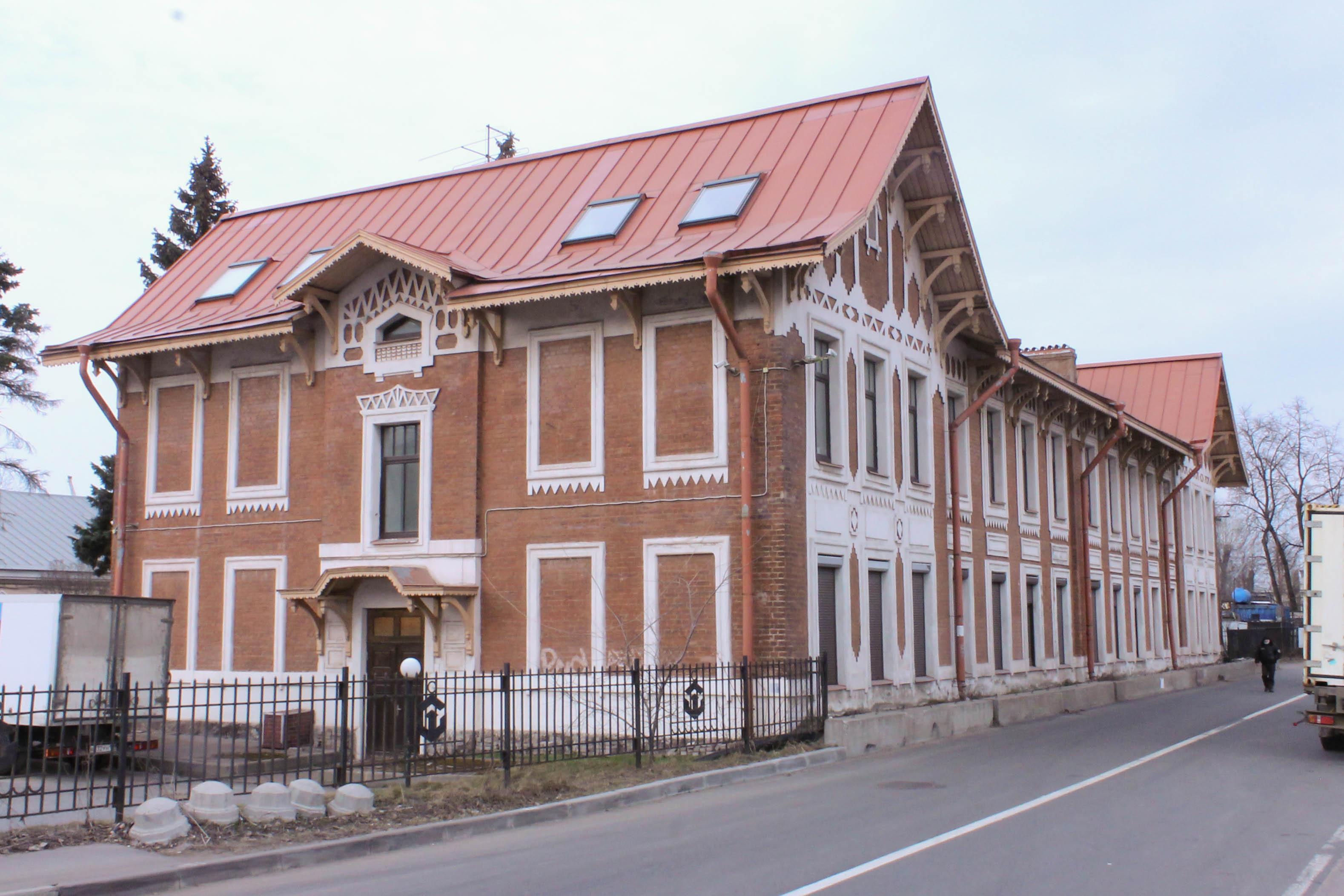
Здание портовой конторы
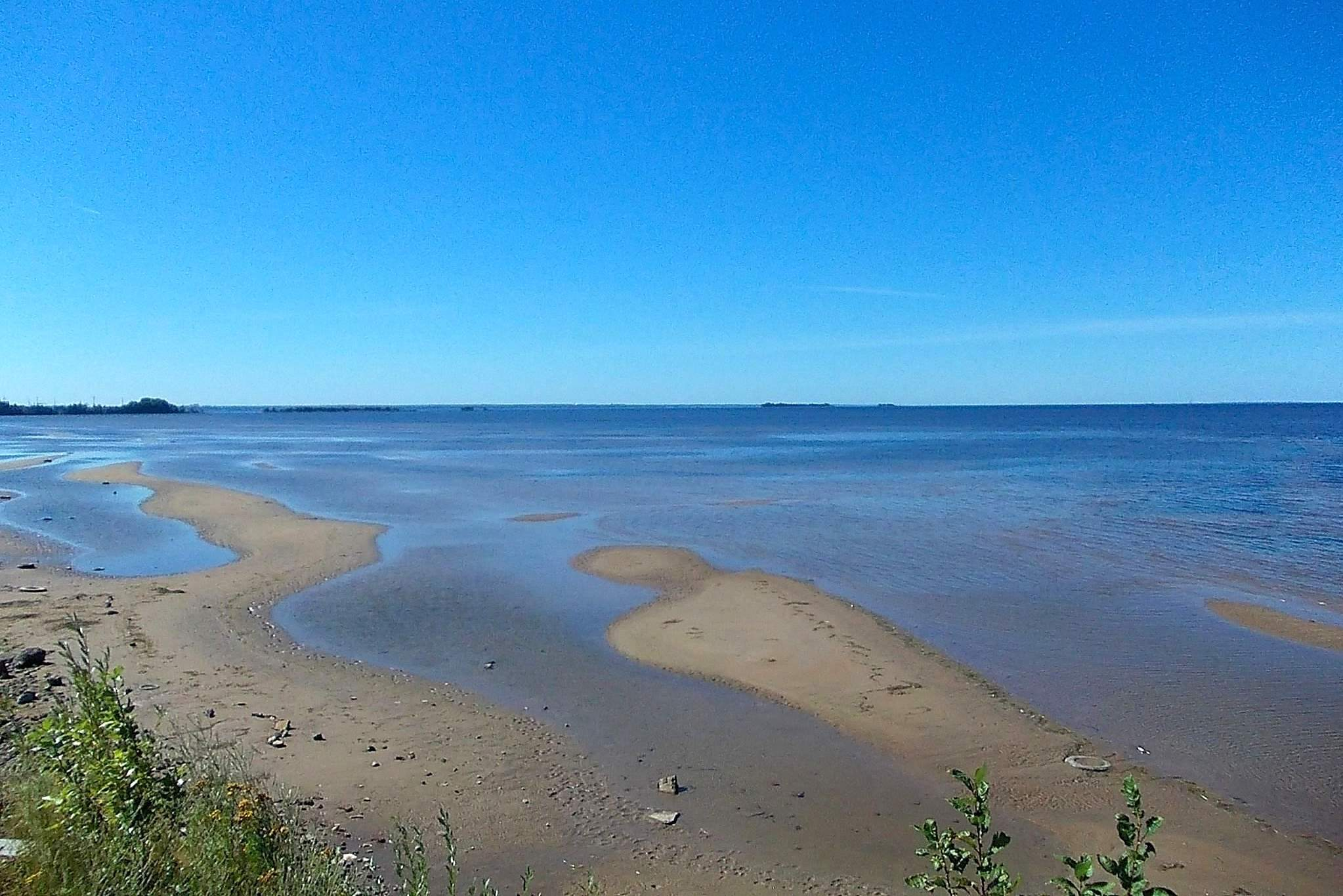
Вид с Канонерского острова на Финский залив
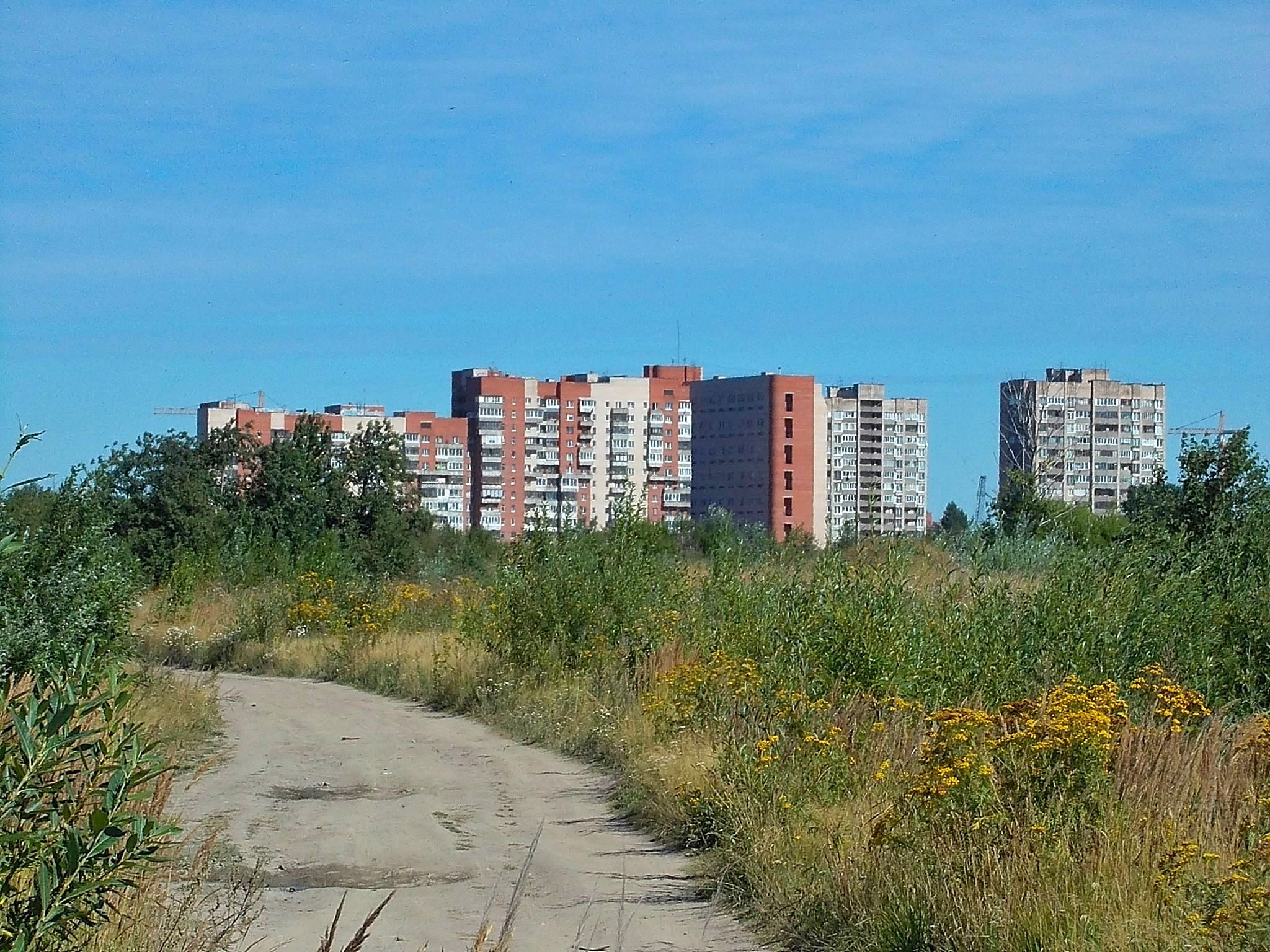
Вид с пустыря на жилые дома
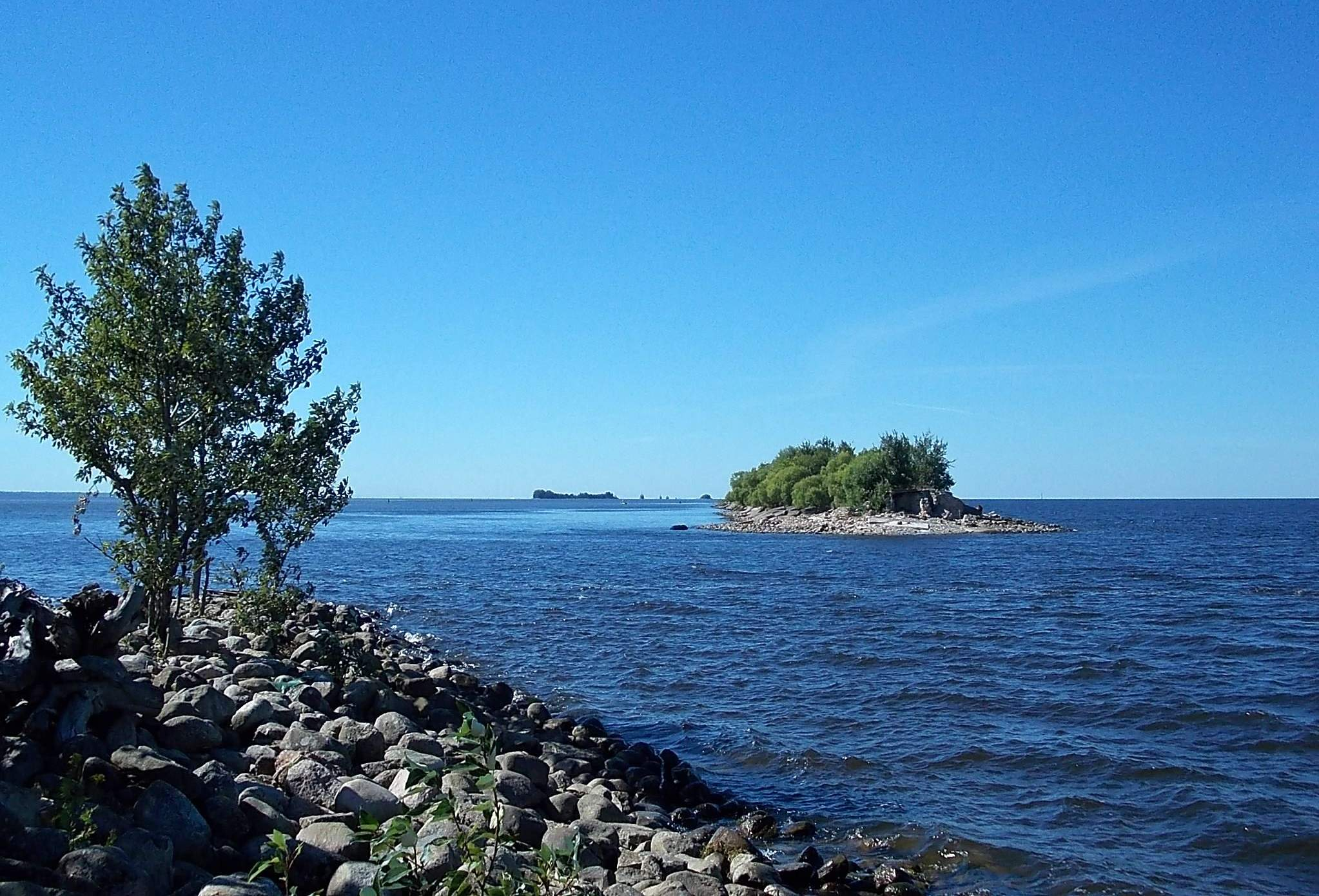
Вид с юго-западной окраины острова
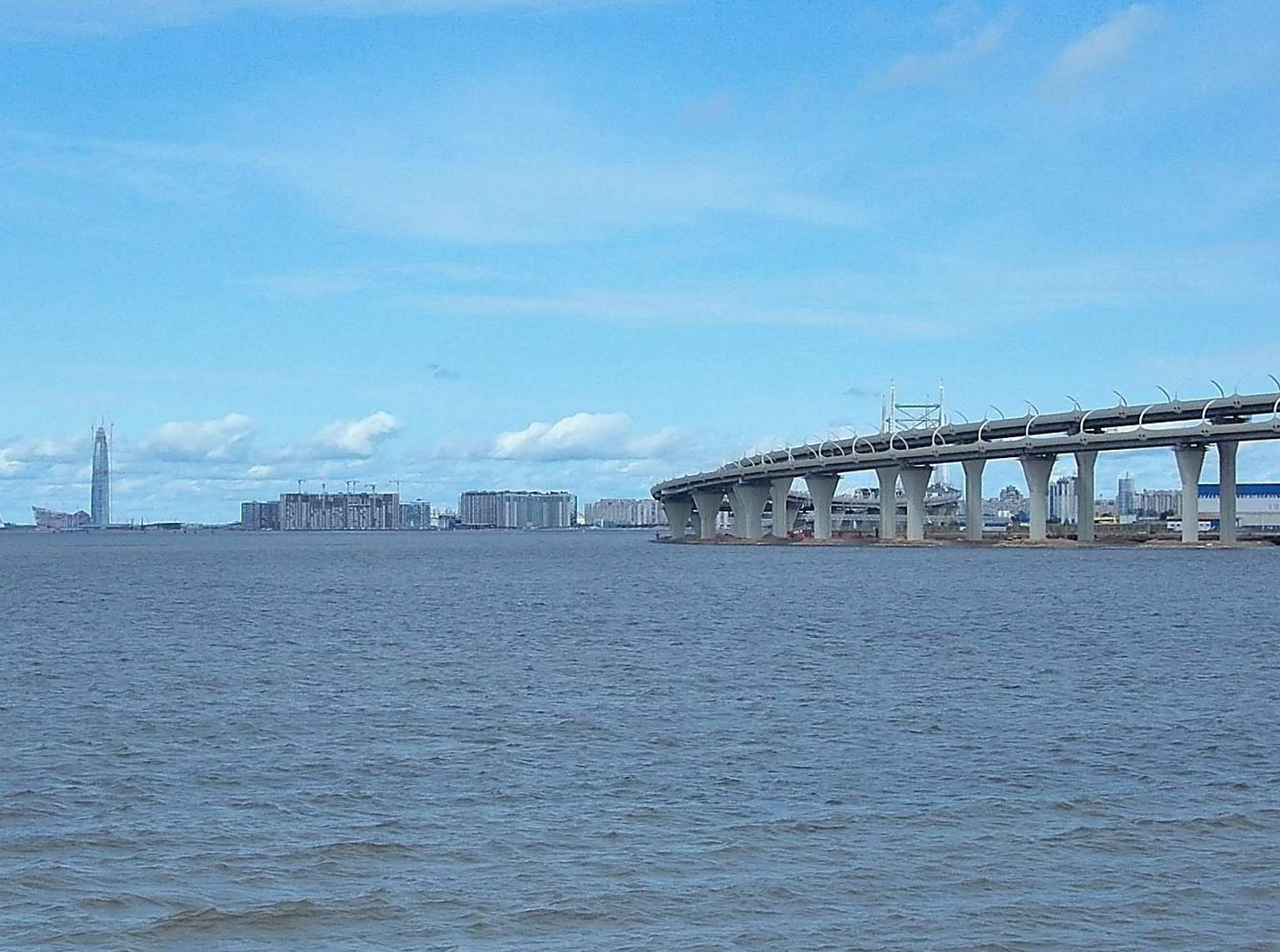
Вид с Канонерского острова на Лахта-центр (слева) и Западный скоростной диаметр